# Baba Diawara
Papa Babacar Diawara (Dakar, Senegal; 5 de enero de 1988) es un futbolista profesional senegalés que juega de delantero. Actualmente se encuentra sin equipo.

## Trayectoria
Diawara mejoraría su marca goleadora de 10 a 11 goles en la temporada 2010-11, marcando 14 goles en todas las competiciones. Marítimo finalizaría en el noveno lugar, en parte, gracias a su contribución goleadora.
En la temporada 2011-12 era el segundo máximo goleador en la liga Sagres portuguesa con 9 goles en 13 partidos. Su racha goleadora comenzó al anotar en la victoria 3-2 frente al Sporting de Lisboa el 28 de agosto, luego haría dos dobletes, el primero frente a Rio Ave FC y el segundo frente a UD Leiria, consiguiendo 9 puntos de 9 posibles. El 23 de octubre, anotaría el 1-0 en la victoria contra el Vitória Setúbal, dos semanas después, anotaría 2 goles en la victoria por 3-2 sobre el Académica de Coimbra. El 26 de noviembre anotaría el gol de empate 2-2 frente a CD Nacional.
El 19 de enero de 2012 se hizo oficial su fichaje por el Sevilla F. C. El coste de dicho fichaje supuso en torno a los 3 500 000€. Su presentación oficial a la prensa se realiza el 23 de enero de 2012, aunque antes es presentado a la afición tras el entrenamiento del equipo el día del derbi Betis-Sevilla que celebró el 21 de enero de 2012. A dicho entrenamiento acudieron más de 12 000 personas. Marcó un total de 4 goles en el club sevillano.
El 16 de agosto de 2013 es cedido al Levante U. D. Al final de una cesión sin mucho éxito (3 goles) regresó nuevamente al equipo sevillano.
En la temporada 2014-15 fue cedido al Getafe C. F. con una opción de compra. En el Sevilla hizo 4 goles en 25 partidos, en el Levante, tres en 20 choques y en el Getafe, uno en 23 encuentros. En total, 8 goles en 68 partidos.
En febrero de 2017 el Adelaide United australiano anunció su fichaje.
En la temporada 2019-20 fichó por el Mohun Bagan A. C. de Calcuta. En el tramo final del siguiente curso regresó a la India para jugar en el RoundGlass Punjab F. C. Tras estas dos experiencias se marchó a Omán tras firmar con el Al-Nasr S. C.

## Clubes
| Club                   | País      | Año       |
| ---------------------- | --------- | --------- |
| A. S. C. Jeanne d'Arc  | Senegal   | 2006-2007 |
| C. S. Marítimo         | Portugal  | 2007-2012 |
| Sevilla F. C.          | España    | 2012-2015 |
| Levante U. D. (cedido) | España    | 2013-2014 |
| Getafe C. F. (cedido)  | España    | 2014-2015 |
| C. S. Marítimo         | Portugal  | 2015-2016 |
| Adelaide United F. C.  | Australia | 2017-2019 |
| Mohun Bagan A. C.      | India     | 2019-2020 |
| Minerva Punjab F. C.   | India     | 2021      |
| Al-Nasr S. C.          | Omán      | 2021-2022 |

## Palmarés
- Superliga de India: 2019-20[8]